# In Concert: The Party's Just Begun Tour
The Cheetah Girls in Concert: The Party's Just Begun Tour é o primeiro álbum ao vivo das The Cheetah Girls, lançado no dia 10 de Julho de 2007.
É o áudio de um concerto ao vivo na California, da turnê "The Party's Just Begun". O disco contém músicas das trilhas sonoras dos dois filmes das Cheetah Girls e a faixa inédita "Falling for You", e um DVD com a performance ao vivo de 7 das faixas do CD e entrevistas das Cheetah Girls e seus comentários sobre os show, entre cada performance.

## Faixas
Disco 1 (Ao vivo)
1. "The Party's Just Begun"
2. "Shake a Tail Feather"
3. "Togheter We Can"
4. "Route 66"
5. "Strut"
6. "Falling For You"
7. "Cinderella"
8. "Dance With Me"
9. "Step Up"
10. "Growl Power"
11. "Cheetah Sisters"
12. "Amigas Cheetahs"

Disco 2 (DVD do concerto)
1. "The Party's Just Begun"
2. "Strut"
3. "Step Up"
4. "Dance With Me"
5. "Growl Power"
6. "Cheetah Sisters"
7. "Amigas Cheetahs"